# 장곡고등학교
장곡고등학교(長谷高等學校)는 대한민국 경기도 시흥시 장곡동에 위치한 공립 고등학교이다.

## 학교 연혁
- 2000년 1월 8일 : 장곡고등학교 8학급 설립인가 (총 24학급)
- 2000년 3월 1일 : 초대 김용규 교장 취임
- 2000년 3월 2일 : 제1회 입학식 (남 128명, 여 66명 계 194명)
- 2019년 3월 1일 : 마을연계형 혁신학교 지정
- 2022년 9월 1일 : 제11대 김금단 교장 취임
- 2023년 12월 20일 : 제22회 졸업식(220명 졸업)
- 2024년 3월 4일 : 제25회 입학식 (남 139명, 여 140명 계 279명)

## 참고 자료
- 장곡고등학교 - 한국교육학술정보원 학교알리미